# Obeliscul cu lei din Iași
Obeliscul cu lei din Iași, cunoscut și sub denumirea de Monumentul Regulamentului Organic, este un monument din municipiul Iași, amplasat în centrul Parcului Copou, în apropiere de Teiul lui Eminescu. El a fost realizat între anii 1834-1841.
Obeliscul leilor a fost inclus în Lista monumentelor istorice din județul Iași elaborată în anul 2004 de către Institutul Național al Monumentelor Istorice, fiindu-i atribuit codul  IS-III-m-B-04290.

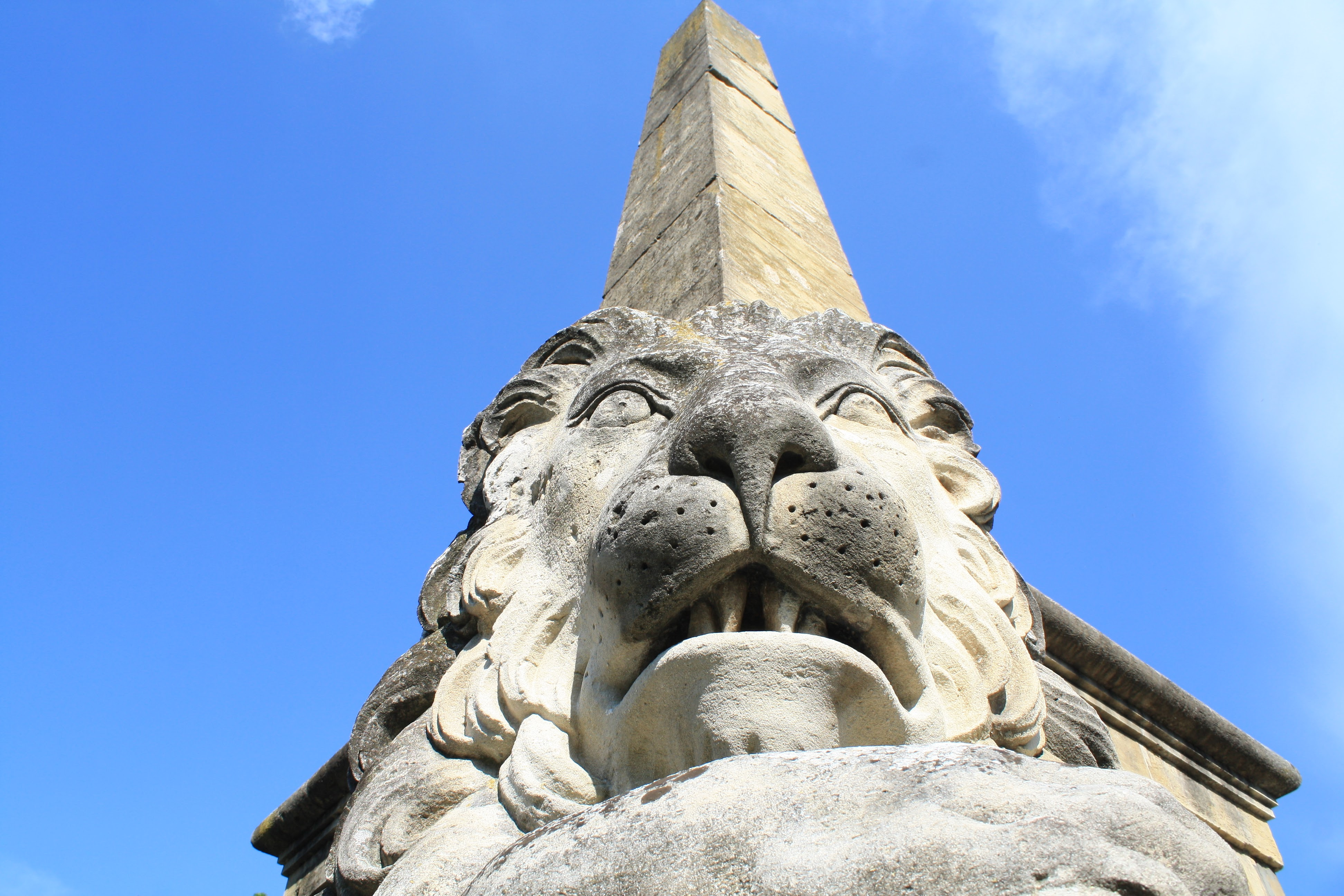
Obeliscul cu lei din Iaşi (detaliu)

## Istoricul monumentului
Cartierul Copou de astăzi s-a dezvoltat pe dealul cu același nume, în continuarea intersecției dintre Ulița Sârbească (Str. Lăpușneanu de astăzi) și Ulița Hârlăului (Str. Păcurari), începând din secolul al XVIII-lea și cuprinzând trei părți: Muntenimea de Jos, Muntenimea de Mijloc și Muntenimea de Sus. Pe atunci, actualul Bulevard Carol I (Copou) se numea Podul Verde, căci trecea printre vii, grădini și livezi străpunse, ici colo, de acoperișul unui conac boieresc.
Între anii 1833-1834, din inițiativa marilor boieri și a Eforiei orașului Iași, a avut loc amenajarea unei grădini publice în Iași, cunoscută astăzi sub denumirea de Parcul Copou și amplasată la acea dată pe locul fostei stații de poștă, într-o pădure.
Printr-o petiție către domnitorul Mihail Sturdza (1834-1849), marea boierime și înaltul cler propuneau înălțarea unui monument comemorativ în centrul grădinii publice din capitala Principatului Moldovei în semn de recunoștință către cele două mari imperii: cel protector - Rusia și cel suzeran - Turcia, care au contribuit la întocmirea Regulamentului Organic.
Regulamentul Organic este prima legiuire de organizare politico-administrativă și juridică a Principatelor Române (aflate pe atunci sub administrația generalului rus Pavel Kiseleff) și a fost adoptat în anul 1831 la București și la Iași.
Principele Mihail Sturdza și-a dat acordul pentru realizarea unui monument de piatră. Planurile sale au fost executate de către inginerul moldovean Gheorghe Asachi (1788-1869). Fondurile pentru realizarea obeliscului, însumând 2.225 de galbeni, au fost obținute prin subscripție publică de la marea boierime și înaltul cler. 
Construcția obeliscului a început cu mare grabă la 8 noiembrie 1834 (de ziua onomastică a domnitorului), când s-a pus piatra de fundație și cutia cu anaforaua semnată de boierii Divanului și de cler. Ca urmare a faptului că realizarea monumentului era în întârziere, la data de 28 aprilie 1836 arhitectul vienez Johann Freiwald - proiectant și al Catedralei Mitropolitane aflată în lucru - angajat pentru execuția lucrării, nu primea chezășie.
Freiwald a predat sarcina realizării monumentului către inginerul rus Mihail Singurov, dar nici acesta nu a reușit să o termine, neputând să aducă blocurile de piatră de la Șcheia. În vara anului 1841, domnitorul l-a numit ca executant pe Gheorghe Asachi, care a reușit să aducă pietrele de la  Șcheia și leii din cariera Iacobeni "cu cară mari, mocănești trase de multe perechi de boi", iar astfel monumentul a fost finalizat. Sculptorii angajați să realizeze monumentul au fost polonezi. 
Monumentul a fost reparat în anul 1904, piedestalul său fiind acoperit cu plăci de marmură fără inscripții, iar în 1906 a fost împrejmuit cu lanț gros de metal. În timpul celui de-al doilea război mondial, monumentul a fost împușcat de gloanțe și schije, motiv pentru care doi lucrători pietrari (Tănase Răutu și Vasile Onofrei) l-au șlefuit și l-au curățit de scrijelituri. În aceeași perioadă forțele sovietice vandalizează Obeliscul, distrugând de pe monument inscripțiile, stemele Moldovei și ale familiei Sturza. 
În jurul monumentului a fost amplasată după război o plantație de trandafiri. În apropierea sa se află Chioșcul fanfarei, unde se asculta în fiecare zi muzica fanfarei Garnizoanei Iași. Tot în imediata apropiere este și celebrul Tei al lui Eminescu, unde marele poet se odihnea.

## Arhitectura monumentului
Monumentul este format dintr-un soclu masiv de piatră pe care sunt așezați patru lei (sculptați de Johann Semser), fiecare având sub el câte o sabie cu ramuri de stejar. Pe spatele celor patru lei se înalță un obelisc (o coloană de piatră) înaltă de 6-7 metri și grea de 10 tone, întregul monument având înălțimea de 47 și ½ palme, adică aproximativ 13,5 metri.
Cei patru lei simbolizau cele patru puteri europene care recunoscuseră independența Țărilor Române. Domnitorului, care era foarte orgolios, i s-a spus însă că țara era reprezentată de coloana de piatră care se sprijinea pe leii din blazonul familiei Sturdza.

Obeliscul cu lei (detalii)
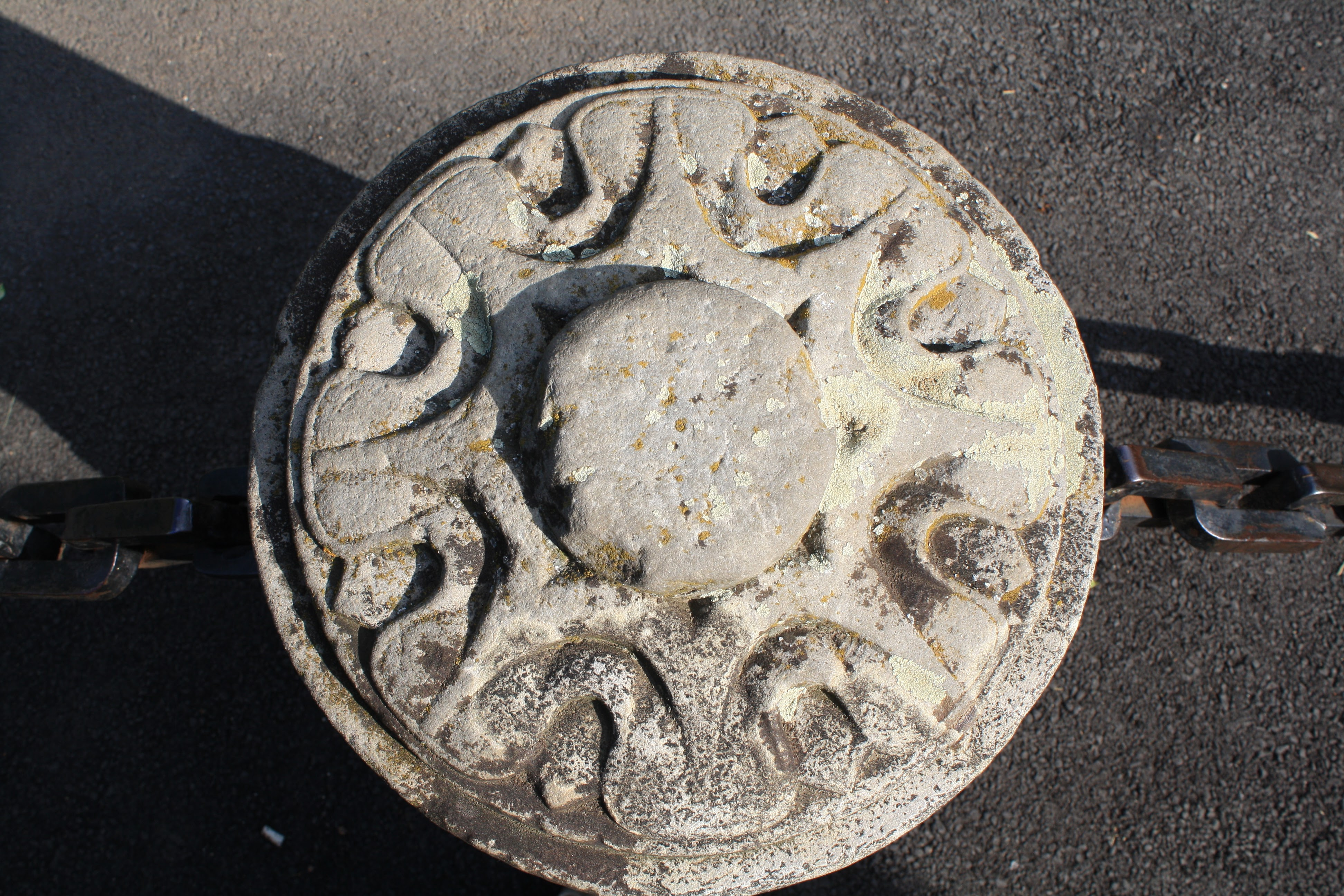
Sculptură în piatră de  Șcheia lângă obelisc
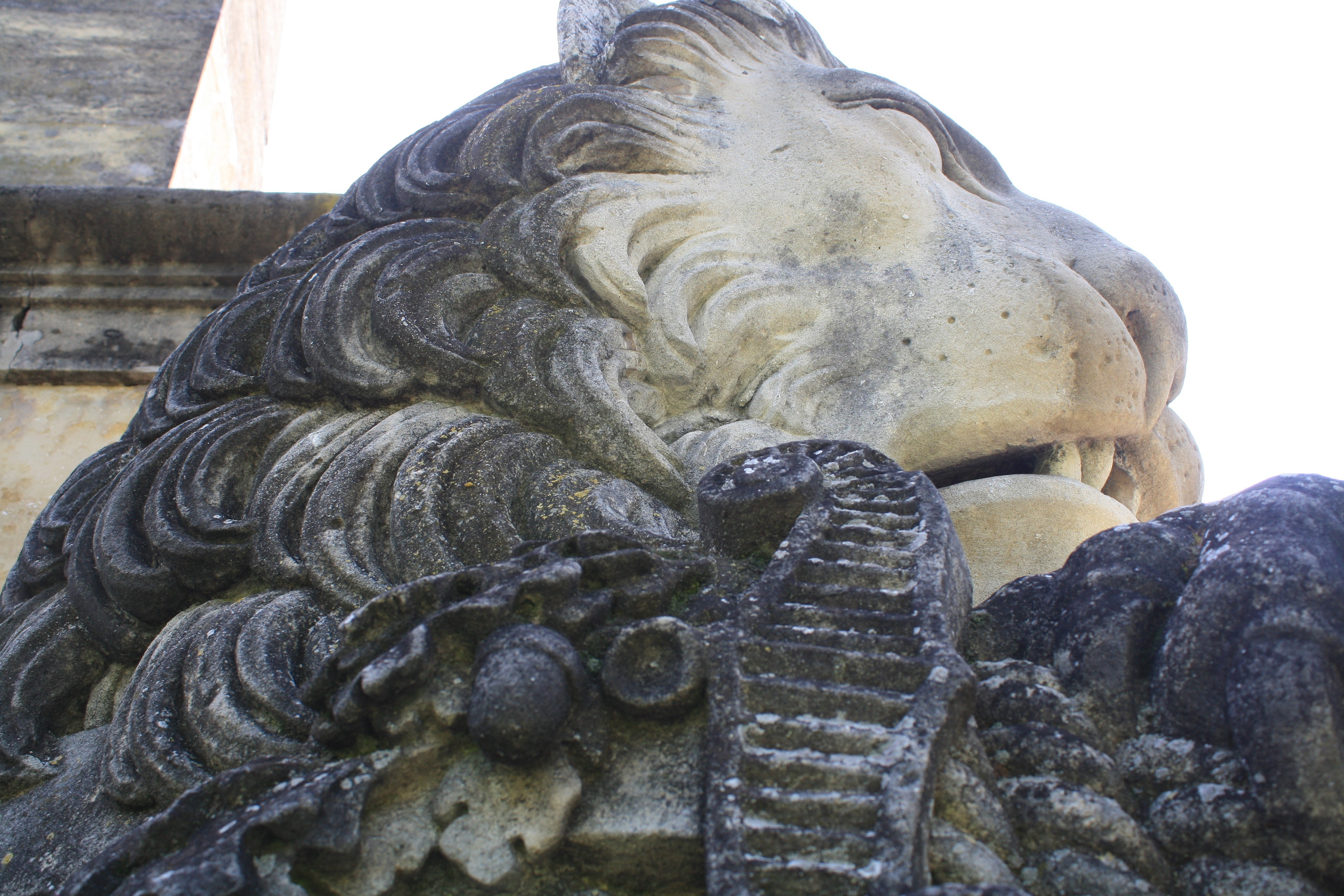
Detalii sculptate
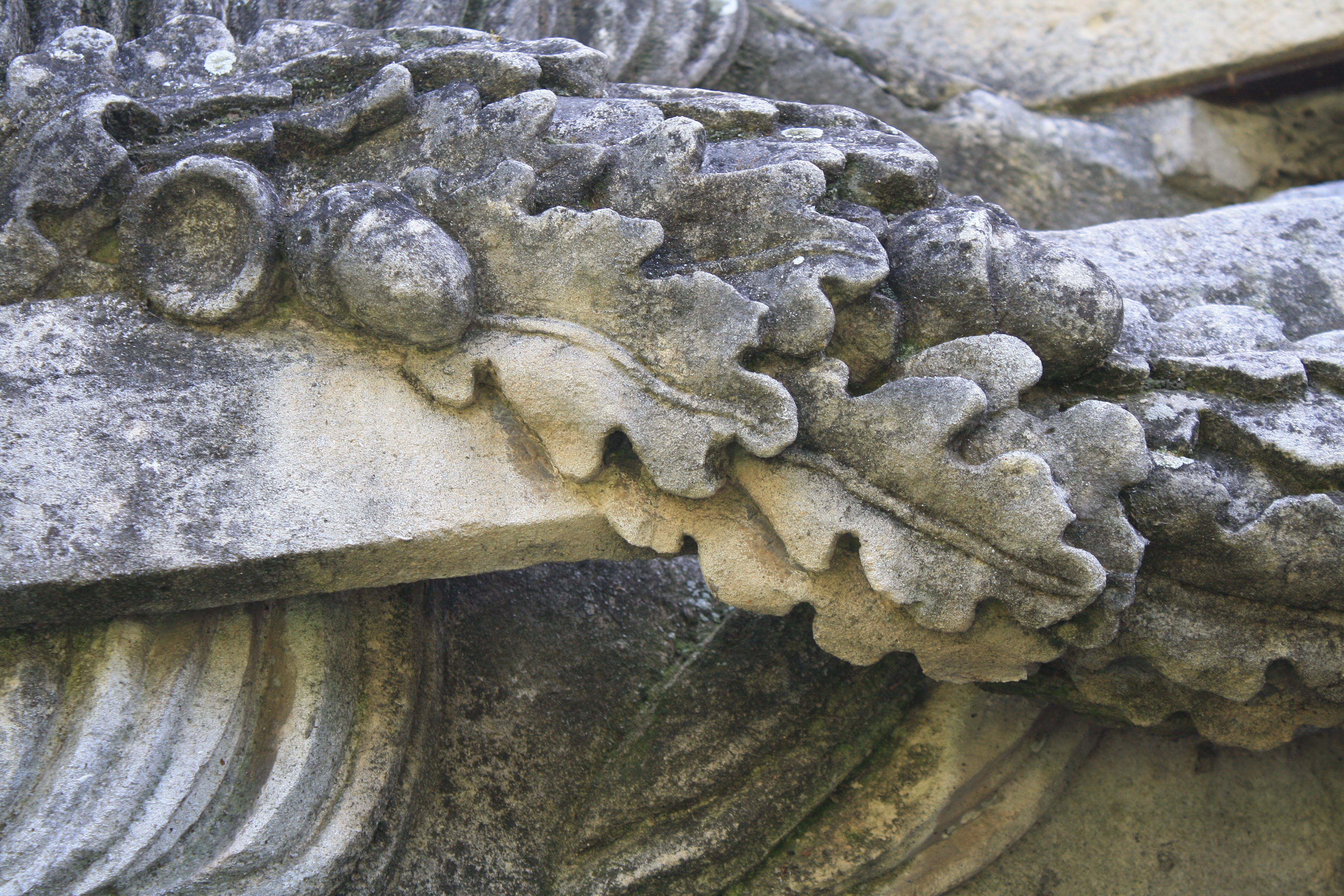
Detalii sculptate
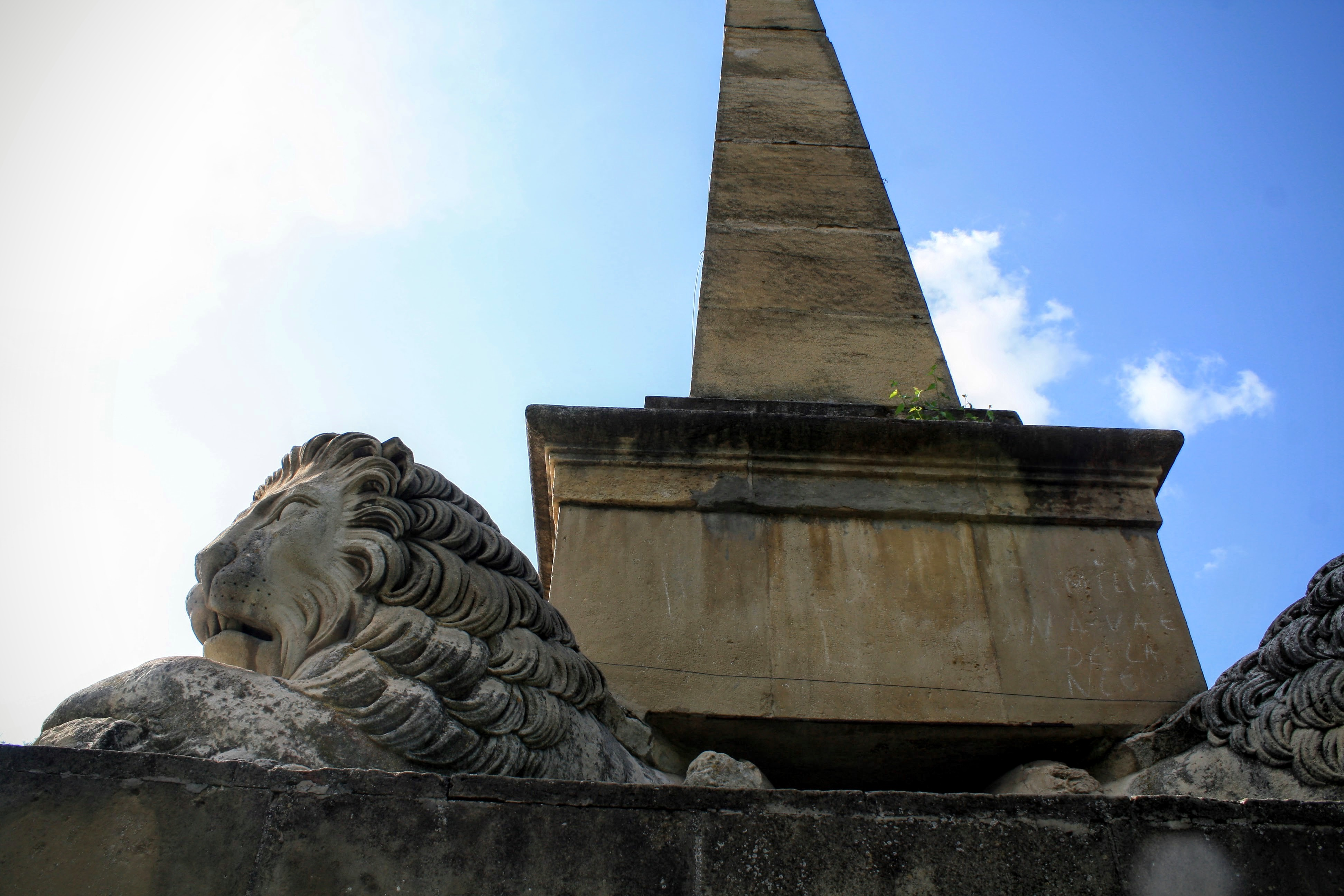
Obeliscul (detaliu)

Pe părțile laterale ale piedestalului de piatră se aflau patru lespezi de marmură. Pe două dintre ele erau încrustate stema Principatului Moldovei și cea a domnitorului Mihail Sturdza, iar pe celelalte două erau amplasate două inscripții cu litere de alamă, una în limba română:
„Augustilor Monarhi carii au dat Moldovei noul așezămînt introdus la anul 1832. Mihail Grigoriu Sturza V.V.D. împreună cu clerul și boerimea Principatului au înălțat acest monument la 8 Noembrie 1834.”
și alta în limba latină:
„Augustis Monarchis qui anno MDCCCXXXII Moldaviae novas politicas institutiones dedere. Michaelis Grigoriu Sturza Principes regnans una cum Principatus clero ac nobilitate hoc monumentum erexit, anno salutis MDCCCXXXIV Novembris die VIII.”
Aceste lespezi de marmură au fost distruse de armata roșie în timpul staționării soldaților sovietici în Parcul Copou.

## Imagini

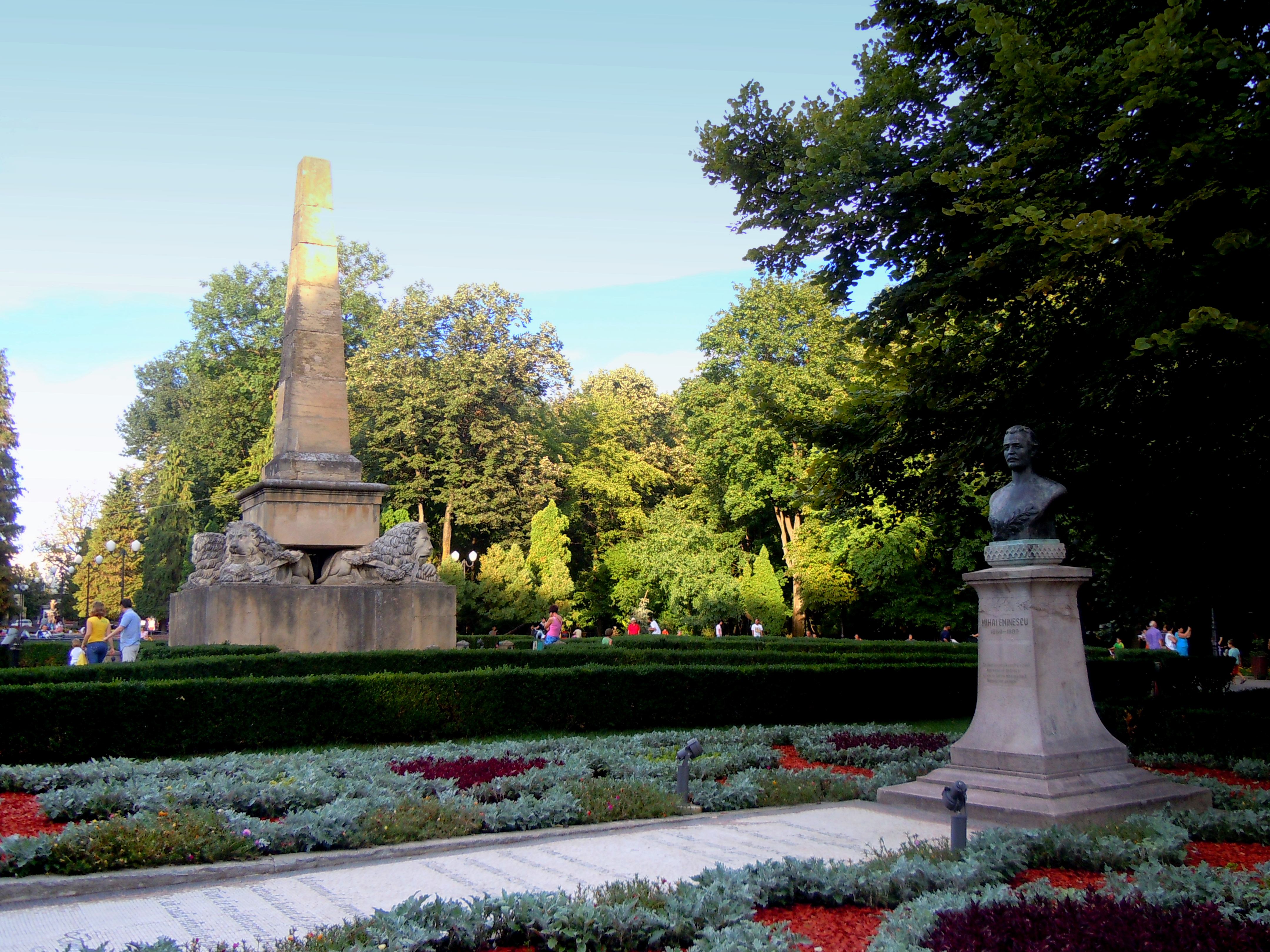
Bustul lui Mihai Eminescu cu Obeliscul cu lei în fundal
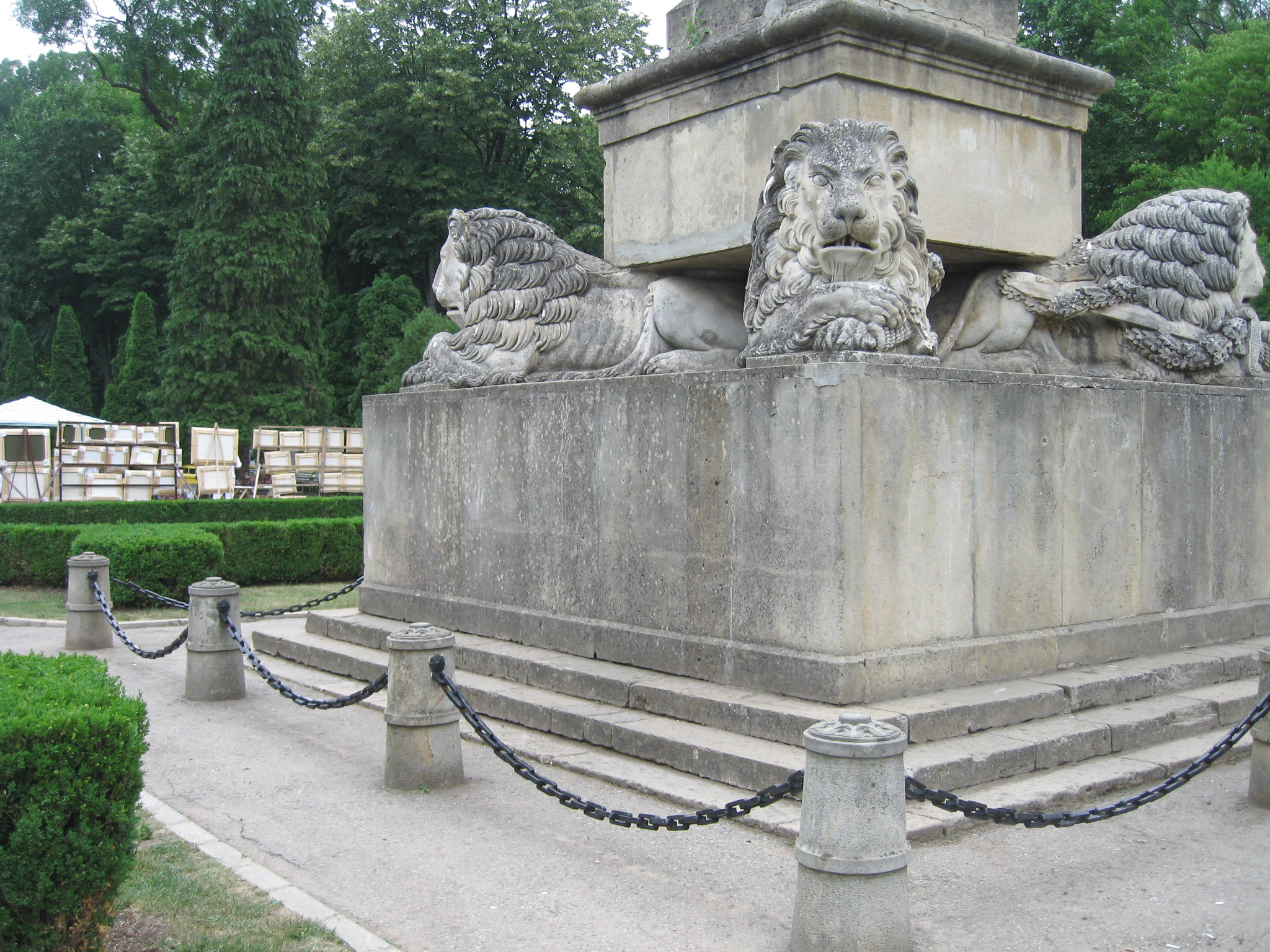
Detaliu
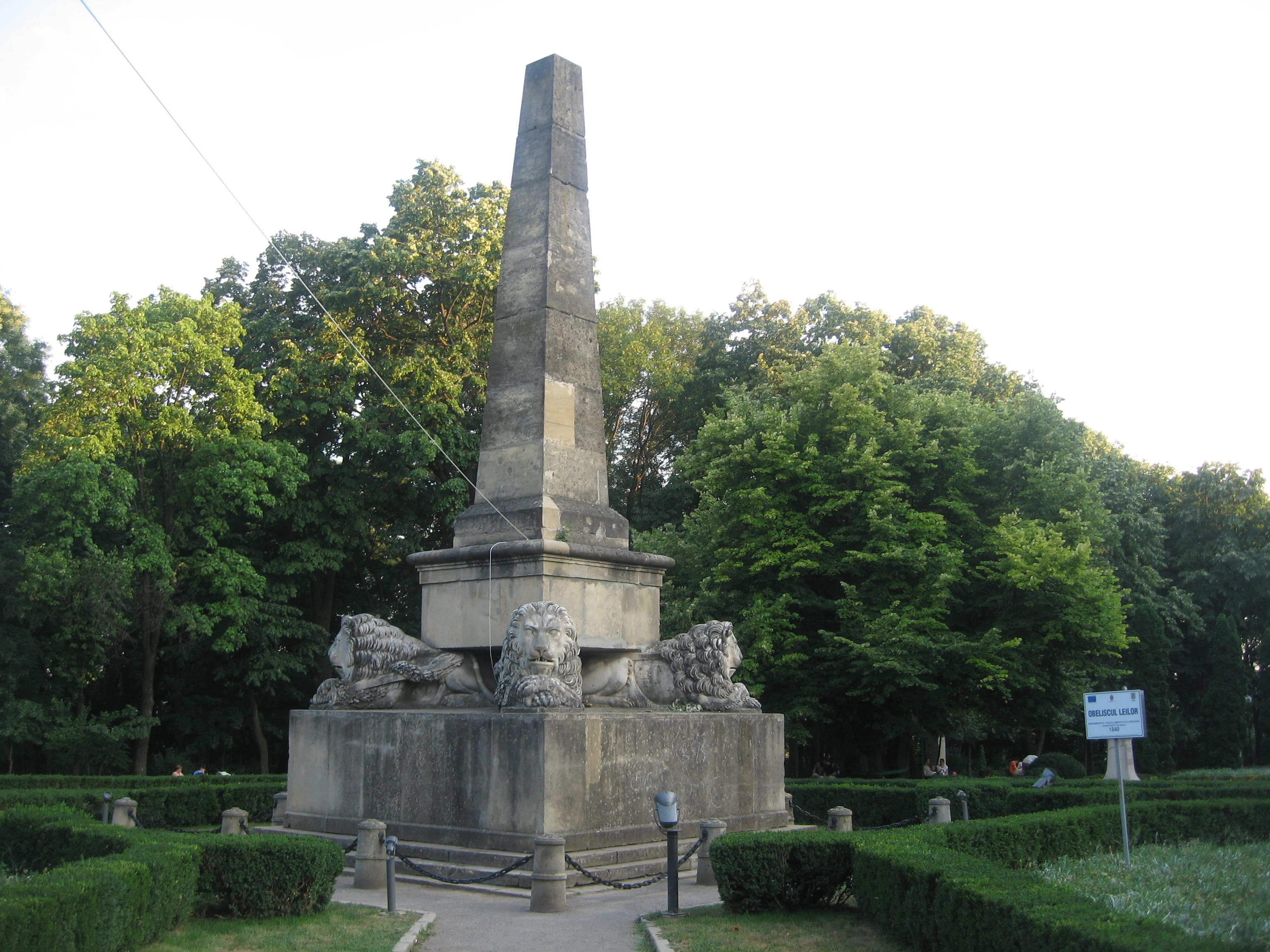
Obeliscul cu lei
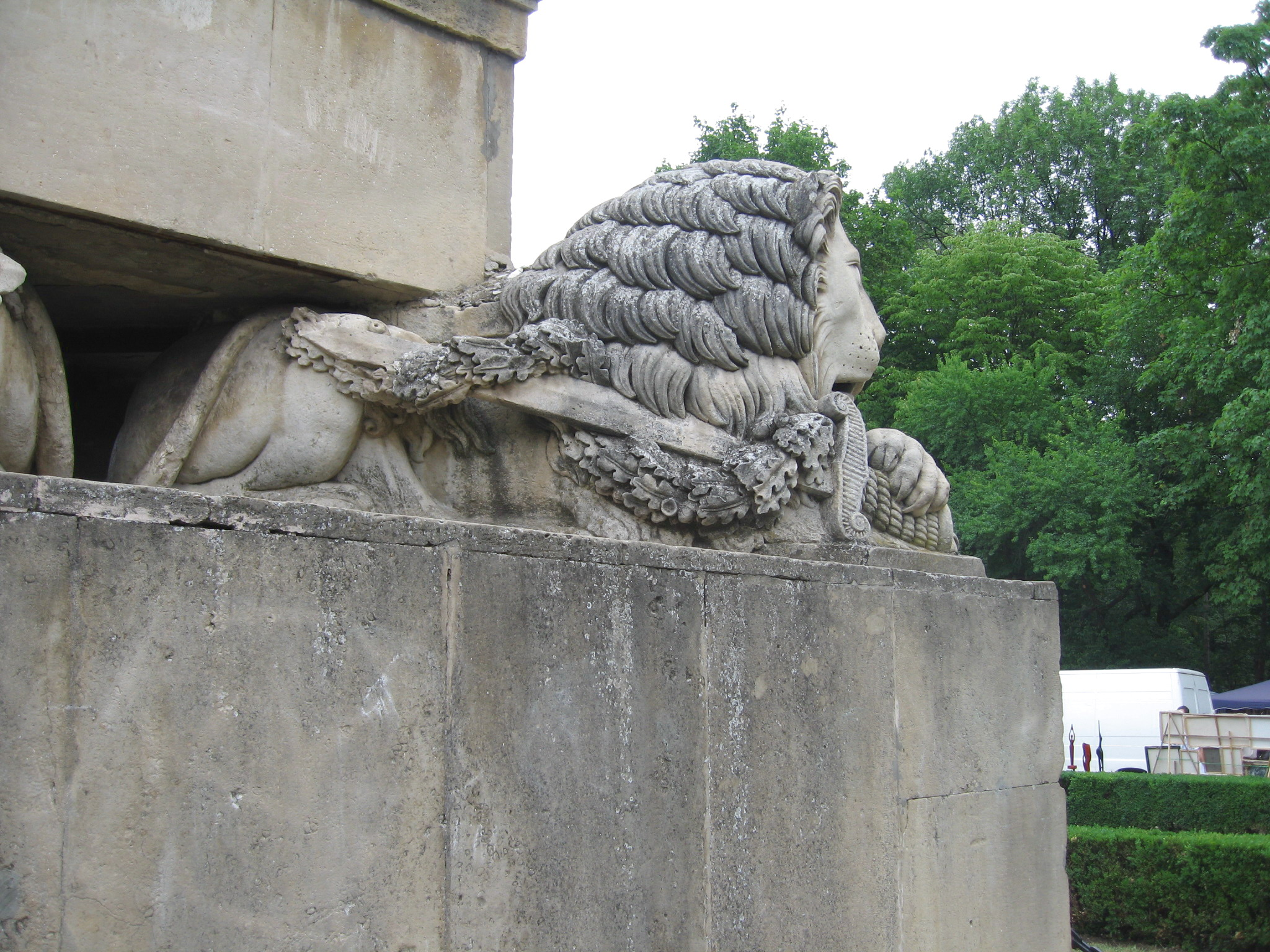
Detaliu
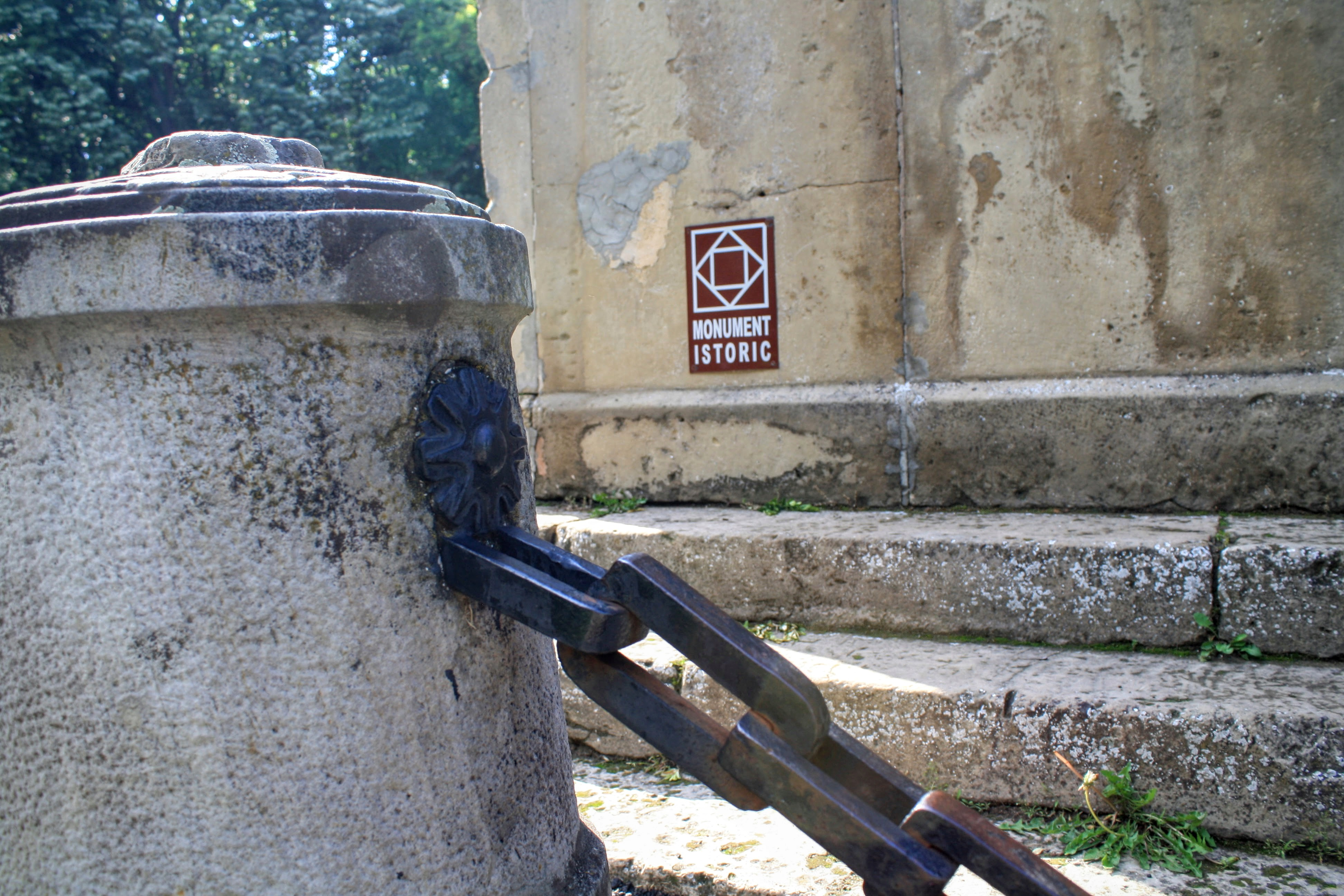
Detaliu
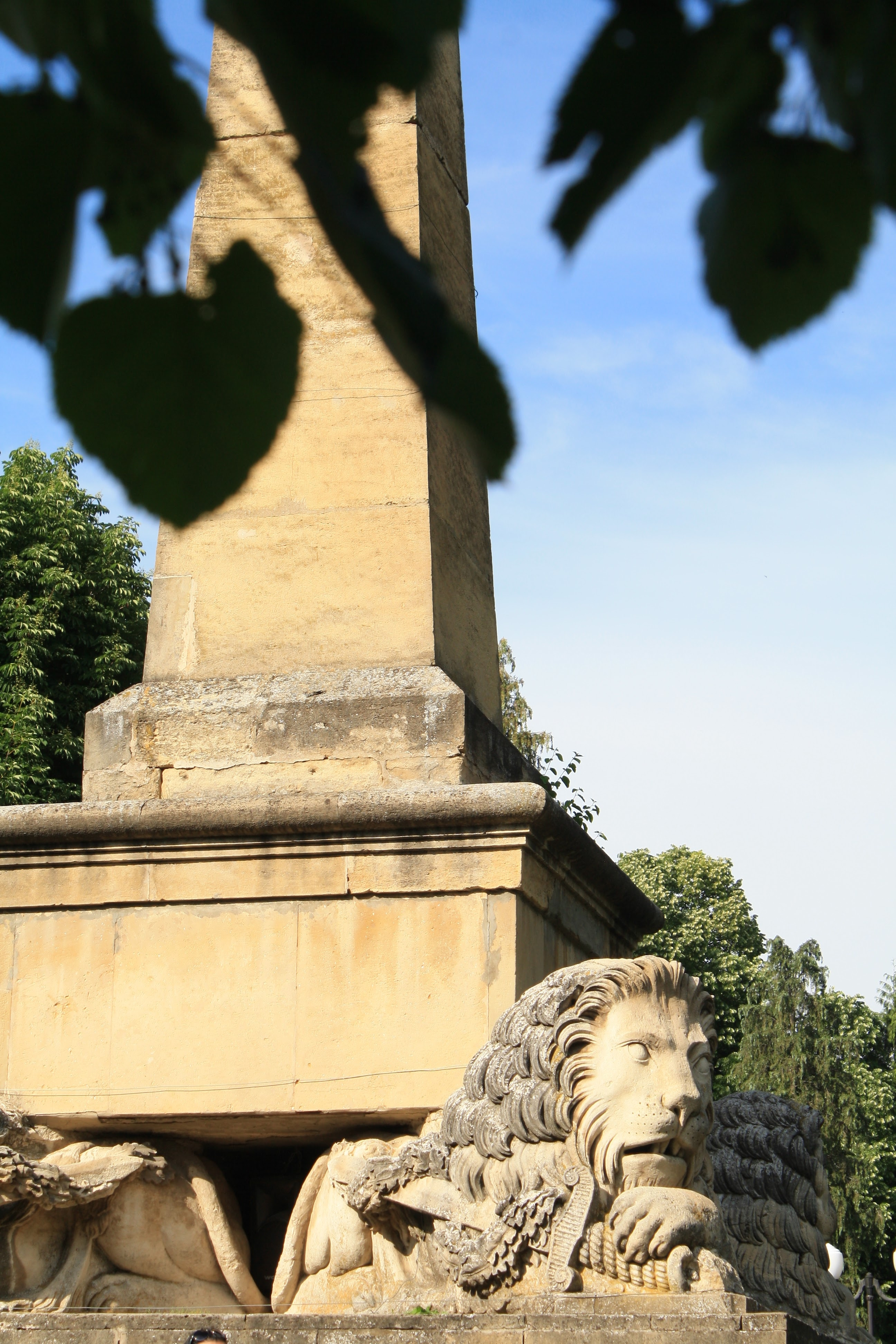
Ansamblul văzut de sub Teiul lui Eminescu